# Rebecca Zlotowski
Rebecca Zlotowski est une scénariste, réalisatrice et actrice française, née le 21 avril 1980 à Paris.

## Biographie

### Famille, jeunesse, formation
Rebecca Myriam Clara Zlotowski naît d'une mère juive marocaine originaire d'Oujda et d'un père, Michel Zlotowski, d'origine juive polonaise, interprète notamment pour France Culture.
Sa mère meurt alors qu'elle a 11 ans ; elle est élevée par son père avec sa sœur, de deux ans son aînée. Elle pratique le violoncelle jusqu'à ce qu'elle entame ses études supérieures, sa sœur jouant du piano.
Après une scolarité au lycée Buffon, elle intègre l'ENS Fontenay-Saint-Cloud en 1999. Agrégée de lettres modernes en 2003, elle choisit de ne pas enseigner et entre à La Fémis dans la section scénario, école dont elle sort diplômée en 2007.

### Carrière
Son premier long métrage, Belle Épine, est son projet de fin d'études à La Fémis, écrit sous l’égide de son tuteur Lodge Kerrigan. Il est présenté en compétition lors de la 49e Semaine de la critique et obtient en janvier 2011 le prix Louis-Delluc du meilleur premier film ainsi que le Prix du Syndicat français de la critique de cinéma du meilleur premier film. Ce film vaut à Léa Seydoux une nomination au César du meilleur espoir féminin en 2011.
En 2013, Rebecca Zlotowski réalise Grand Central, en sélection officielle au Festival de Cannes, dans la catégorie Un certain regard.
Son film Planetarium, avec l'actrice israélo-américaine Natalie Portman et Lily-Rose Depp, sort en 2016. Son père, Michel Zlotowski, joue dans le film le rôle du père du héros.
En 2016 elle intervient dans le podcast La Poudre.
En 2019, son quatrième long métrage, Une fille facile, est présenté à la Quinzaine des réalisateurs où il reçoit le prix SACD.
La même année, Canal Plus diffuse la série Les Sauvages, qu'elle a réalisée intégralement et cocréée avec Sabri Louatah, l'auteur du roman dont est adaptée la série.
En 2022, elle réalise Les Enfants des autres, avec la volonté de déconstruire les stéréotypes de la figure de la belle-mère.

#### Participation à des festivals
- 2013 : membre du jury des longs métrages du Festival du cinéma américain de Deauville 2013 (sous la présidence de Vincent Lindon et aux côtés, notamment, de Pierre Lescure et Famke Janssen)
- 2015 : présidente du festival Courts de Lycées, organisée par Johanna Cohen (donner une visibilité aux films produits et réalisés par les lycées français, souvent avec des moyens très réduits)[15]
- 2015 : membre du jury Cinéfondation et courts métrages lors du Festival de Cannes 2015 (aux côtés, notamment, de Cécile de France et du président Abderrahmane Sissako)
- 2017 : membre du jury du prix Horizon de la Mostra de Venise 2017
- 2019 : présidente du jury des courts métrages lors du 33e Festival du film de Cabourg
- décembre 2019 : membre du jury du 18e Festival international du film de Marrakech (sous la présidence de Tilda Swinton)

## Décoration
- Officière de l'ordre des Arts et des Lettres (15 avril 2022)[16]

## Prises de position
En 2005, peu avant la condamnation du réalisateur Jean-Claude Brisseau pour harcèlement sexuel, elle fait partie des signataires d’une pétition de soutien à ce dernier lancée par Les Inrockuptibles,. Elle s'engage ensuite dans la lutte contre les « abus de pouvoir sexuels sur les plateaux et dans l’industrie du cinéma ». Elle continue cependant de défendre Brisseau.
En 2019, après les accusations d'Adèle Haenel à l'encontre de Christophe Ruggia, elle plaide pour « des états généraux au CNC sur ces sujets des abus de pouvoir sexuels sur les plateaux et dans l’industrie du cinéma, états généraux qui pourraient aboutir à une charte, une déontologie commune, une boîte à outils ».
Elle est membre et l'une des porte-paroles du Collectif 50/50,. Son film Une fille facile est couramment présenté comme féministe,.

## Filmographie

### Réalisatrice

#### Courts métrages
- Dame/Y : coréalisation avec Karine Arlot[24]
- Constance à Tokyo : coréalisation avec Aurélia Morali[24]

#### Longs métrages
- 2010 : Belle Épine[25]
- 2013 : Grand Central Récompenses :
2013 : Grand prix du festival du film de Cabourg
2013 : Prix François-Chalais[26] au festival de Cannes 2013, où il était présenté dans la section Un certain regard
2014 : Nommé aux Globe de cristal 2014 dans la catégorie « meilleur film »
- 2016 : Planetarium
- 2019 : Une fille facile Festival de Cannes 2019 : Prix SACD de la Quinzaine des réalisateurs[27].
- 2022 : Les Enfants des autres
- 2025 : Vie privée

#### Clips
- Fifty Sixty remix par David Rubato (Label Institubes) pour la chanteuse Alizée[28].

#### Séries télévisées
- 2014 : Plus belle la vie (France 3)
- 2019 : Les Sauvages (Canal+)

### Scénariste
- 2006 : Les Garçons, de Martin Rit, court métrage FEMIS Ateliers 2005-2006, co-scénariste avec Martin Rit[29]
- 2006 : Dans le rang[30], de Cyprien Vial, court métrage
- 2006 : Dans l'œil, de Teddy Lussi-Modeste, court métrage, co-scénariste avec Teddy Lussi-Modeste
- 2007 : Parcours d'obstacles, de Noémie Gillot, court métrage, co-scénariste avec Noémie Gillot
- 2008 : Aka Ana d'Antoine d'Agata, moyen métrage (60 min), collaboration à l'écriture[31]
- 2009 : Plan Cul, d'Olivier Nicklaus, court métrage
- 2010 : Belle Épine, de Rebecca Zlotowski, co-scénariste avec Gaëlle Macé[32],[33]
- 2010 : Jimmy Rivière, de Teddy Lussi-Modeste, sélectionné aux Ateliers d’Angers 2007[34] et lauréat de la session Emergence 2008[35]
- 2012 : Les Rencontres d'après minuit de Yann Gonzalez, collaboration au scénario
- 2012 : La Notte de Teddy Lussi-Modeste, co-scénariste avec Martin Drouot
- 2013 : Grand Central, co-scénariste avec Gaëlle Macé
- 2013 : Plus belle la vie, co-scénariste sous la direction d'Olivier Szulzynger
- 2016 : Planetarium, co-scénariste avec Robin Campillo
- 2017 : Le Prix du succès, co-scénariste avec Teddy Lussi-Modeste
- 2022 : Les Enfants des autres
- 2024 : Emmanuelle[36],[37],[38],[39],[40],[41]

## Autres travaux d'écritures

### Traductrice
- 2006 : Inconsolable d'Israel Horovitz[42] (précédé dans l'édition du texte de la pièce Opus cœur[43]).

### Parolière
- 2010 : Grand central - Coécriture avec Jérôme Echenoz et Jean-René Étienne du titre No 2 de l'album d'Alizée Une enfant du siècle.

## Discographie
Collectif House Of Kids
Compilation promotionnelle éditée à l'occasion de l'exposition « House Of Kids - 10 Filles Difficiles » à l'espace 12Mail du 25 février au 23 avril 2010. Rebecca Zlotowski assure les voix sur les titres 2, 4, 6, 8, 10 et 12 de l'album en duo avec Étienne Menu.

### Archives presse et médias
- Cahiers du cinéma, dossier spécial « Demain, ils feront le cinéma français », article sur Belle Epine, entretiens avec Rebecca Zlotowski et Léa Seydoux, no 661 paru en novembre 2010
- « Rebecca Zlotowski, réalisatrice » dans Musique émoi d'Elsa Boublil, France Musique, le 8 mars 2020